# Trychosis sibirica
Trychosis sibirica là một loài tò vò trong họ Ichneumonidae.